# 波洛希 (奧赫特爾卡區)
波洛希（烏克蘭語：Пологи）是位於烏克蘭東北部的村莊，由蘇梅州奥赫特尔卡区的切爾內奇奇納市鎮負責管轄。該村距離扎利斯涅1公里，處於古辛卡河畔，海拔高度109米，2001年人口707。